# Odisséas Mouzenídis
Odisséas Mouzenídis (grec moderne : Οδυσσέας Μουζενίδης ; né le 30 juin 1999) est un athlète grec, spécialiste du lancer du poids.

## Carrière
Le 21 juillet 2017, il bat le record national junior en 20,67 m pour remporter la médaille de bronze lors des Championnats d'Europe à Grosseto.
Le 10 juillet 2018, il bat le record national pour remporter la médaille de bronze lors des Championnats du monde juniors à Tampere.

## Palmarès
| Date | Compétition                   | Lieu     | Résultat | Épreuve | Marque  |
| ---- | ----------------------------- | -------- | -------- | ------- | ------- |
| 2016 | Championnats d'Europe cadets  | Tbilissi | 1er      | Poids   | 21,51 m |
| 2017 | Championnats d'Europe juniors | Grosseto | 3e       | Poids   | 20,67 m |
| 2018 | Championnats du monde juniors | Tampere  | 3e       | Poids   | 21,07 m |

## Records
| Épreuve                | Temps   | Lieu    | Date            |
| ---------------------- | ------- | ------- | --------------- |
| Lancer du poids (6 kg) | 21,07 m | Tampere | 10 juillet 2018 |